# La rebel·lió dels animals
La revolta dels animals (segons una primera traducció, publicada per Destino), o La rebel·lió dels animals (segons una nova traducció, publicada per Edicions 62), Animal Farm en la versió original en anglès (1945), és un conte satíric de George Orwell sobre un grup d'animals d'una granja que expulsen els humans i creen un sistema de govern propi que acaba convertint-se en una tirania brutal. La novel·la va ser escrita durant la Segona Guerra Mundial i, encara que va ser publicada el 1945, no va començar a ser coneguda pel públic fins a finals dels anys 50.
La revolta dels animals és una crítica de la Revolució Russa i una sàtira sobre la corrupció del socialisme a l'URSS durant el període de mandat de Stalin.
Del llibre se'n va fer el 1954 una pel·lícula de dibuixos animats, aquest cop amb el títol La granja dels animals (Animal farm).
L'agost de 1976, la revista Cavall Fort en va començar a publicar (a partir del número 335) una versió gràfica amb el títol de La revolta dels animals, i guió i dibuixos de "Xots & Mautro" (Xots, pseudònim del dibuixant Jordi Clapers i Pladevall, i Mautro, pseudònim del guionista Manuel Sabater).

## Argument

Recreació de la bandera de l'animalisme descrita en el llibre. És una versió inspirada en la bandera de la Unió Soviètica, amb la banya en lloc de la falç i la peülla en lloc del martell.

Un dia, el porc "Perla de Willingdon" (per als humans, els animals l'anomenen "el Vell Patriarca" i com a tal el respecten) explica a la resta d'animals la seva visió, i els prepara per a una revolució que segons ell, ocorrerà, no se sap ni quan ni on. Poc després, el Patriarca mor, i un bon dia els animals porten a terme una revolució espontània amb la qual aconsegueixen fer fora el propietari de la granja, el senyor Jones, i en què apliquen les seves pròpies regles que ells mateixos han creat i que escriuen en una paret:
1. Tot allò que vagi sobre dues potes és un enemic
2. Tot allò que vagi sobre quatre potes o tingui ales és un amic
3. Cap animal no portarà robes
4. Cap animal no dormirà en llit
5. Cap animal no beurà alcohol
6. Cap animal no matarà un altre animal
7. Tots els animals són iguals[2]

El llibre tracta d'una granja on els animals farts de ser explotats pels humans decideixen rebel·lar-se. Això també ve produït perquè el Vell Patriarca els fa una xerrada sobre com viurien sense els humans i si ells governessin la granja i l'autogestionessin. Al cap d'uns dies es produeix la rebel·lió i els animals expulsen als humans. Llavors comencen a governar ells i s'escriuen els 7 manaments dels animals. En primer lloc es fiquen de caps els porcs i li canvien el nom a la granja de “Granja Manor” a “Granja Animal”. Gradualment el poder es va derivant en dos porcs, Napoleó i Boladeneu, u i altre mai estaven d'acord en les accions sobretot per Napoleó. En els primers mesos de revolució els porcs decideixen portar la cultura a la granja i intenten que la resta d'animals aprenguen a llegir i escriure. Alhora d'això Bola de Neu comença a fer uns plànols per a construir un molí i així llevar faena als animals i tindre més temps per a ells. També al mateix temps Napoleó li lleva els fills a Mollie (que era la gossa) per a ensinistrar-los i així poder tirar Boladeneu. Un dia en una reunió de les que feien tots els diumenges Napoleó va portar-hi els seus gossos per a que atacaren Boladeneu i així el poder es concentrarà sols en la seva figura. Així ho va aconseguir i ell es va fer en el poder i va començar a fer reformes a poc a poc. Per a poder dominar els animals cada vegada els donava menys menjar i els feia treballar més i sempre els deia que si no els apanyava que recordaren els temps que vivien en el humans. Els porcs començaren a saltar-se els manaments i a viure millor, es van traslladar a viure a la casa, feien comerços amb els humans i un llarg etcètera que estava prohibit pels manaments però que justament sempre que feien alguna cosa els manaments es modificaven per a adaptar-se a la norma, per suposat les modificacions es feien sense que els altres animals se n'adonaren. També tenien un gran mètode de repressió si algun animal anava en contra dels porcs, no treballava o es queixava massa anaven els gossos i el mataven. També es va crear una idea anti-Boladeneu i totes les coses roïnes que passaven a la granja se li atribuïen a ell que havia anat de nit i ho havia fet. També es comença a construir el molí que Boladeneu havia projectat però manipulant els animals, que sempre ho feia un porc anomenat Squealer, per a que creieren que era idea de Napoleó, la construcció del molí es va tindre que repetir tres vegades i era una feina molt dura i els animals cada vegada tenien menys menjar i més treball. Cada vegada els porcs feien més costums humans, fins i tot caminaven a dos potes i es tenien moltes relacions comercials amb els veïns. Un dia una egua anomenada Clover els va observar com xerraven els porcs amb els humans de les granges veïnes i els comentaven que tenien molt explotats els animals.

## Significat
Orwell satiritza el règim comunista soviètic representat a través dels animals de la granja. Cronològicament parlant serien: 
- El Vell Patriarca representaria Lenin per ser l'ideòleg de la Revolució, però pel seu caràcter tranquil, la seva avançada edat i la idea original que posseeix aquest personatge, podria correspondre a Karl Marx, a més a més que la revolució es produeix després de la mort del Patriarca.
- El senyor Jones seria Nicolau II de Rússia, el tsar derrocat per la revolució, i tota l'oligarquia russa en conjunt.
- Napoleó, amb les seves mesures per administrar la granja (preses de Boladeneu) que portaran la granja a la prosperitat, encara que només millora la seva situació i la de tots els porcs; i la seva política de restricció de les llibertats representa Stalin.
- Boladeneu seria Trotski, cap militar que més tard fuig de la granja amenaçat de mort. Un cop establert el poder de Napoleó, tot animal que és considerat perillós seria executat sota l'acusació de seguidor de Boladeneu.
- Bòxer, el cavall, sempre convençut que cal treballar més i traït malgrat això, representaria el proletariat.
- Les ovelles, analfabetes i acrítiques amb el règim, personifiquen els camperols.
- El corb Moisès representaria l'Església Ortodoxa, que parla del cel dels animals i rep un tracte de favor dels humans, ja que ajuda a la idiotització del proletariat.
- L'ase Benjamí representa la classe intel·lectual, que és conscient de les manipulacions però que no participa en el moviment polític, tan sols l'observa.
- Els gossos representen la policia i la seva brutalitat.

## En altres llengües
El títol original en anglès del llibre és Animal Farm, granja animal, però l'obra va ser traduïda de forma no literal a les diverses llengües europees. Les versions alemanya, francesa, neerlandesa i italiana s'ajusten a l'original: Farm der Tiere, La ferme des animaux, Dierenboerderij, La fattoria degli animali.
Els traductors nòrdics es van centrar en el personatge de Napoleó (en danès: Kammerat Napoleon, noruec: Kamerat Napoleon; però en suec Djurfarmen, granja animal, i en finès Eläinten vallankumous, rebel·lió dels animals).
En català, l'obra és coneguda indistintament com La revolta dels animals i La rebel·lió dels animals. En castellà el títol va ser Rebelión en la granja; en euskera, Abereen Etxaldea. Finalment, el llibre va tenir noms diferents als dos principals països de parla portuguesa: O Triunfo dos Porcos a Portugal i A Revolução dos Bichos al Brasil.